# Pierre Meillassoux
Pour les articles homonymes, voir Meillassoux.
 (décembre 2021).
La mise en forme du texte ne suit pas les recommandations de Wikipédia : il faut le « wikifier ».
Les points d'amélioration suivants sont les cas les plus fréquents. Le détail des points à revoir est peut-être précisé sur la page de discussion.
- Les titres sont pré-formatés par le logiciel. Ils ne sont ni en capitales, ni en gras.
- Le texte ne doit pas être écrit en capitales (les noms de famille non plus), ni en gras, ni en italique, ni en « petit »…
- Le gras n'est utilisé que pour surligner le titre de l'article dans l'introduction, une seule fois.
- L'italique est rarement utilisé : mots en langue étrangère, titres d'œuvres, noms de bateaux, etc.
- Les citations ne sont pas en italique mais en corps de texte normal. Elles sont entourées par des guillemets français : « et ».
- Les listes à puces sont à éviter, des paragraphes rédigés étant largement préférés. Les tableaux sont à réserver à la présentation de données structurées (résultats, etc.).
- Les appels de note de bas de page (petits chiffres en exposant, introduits par l'outil «  Source ») sont à placer entre la fin de phrase et le point final[comme ça].
- Les liens internes (vers d'autres articles de Wikipédia) sont à choisir avec parcimonie. Créez des liens vers des articles approfondissant le sujet. Les termes génériques sans rapport avec le sujet sont à éviter, ainsi que les répétitions de liens vers un même terme.
- Les liens externes sont à placer uniquement dans une section « Liens externes », à la fin de l'article. Ces liens sont à choisir avec parcimonie suivant les règles définies. Si un lien sert de source à l'article, son insertion dans le texte est à faire par les notes de bas de page.
- La présentation des références doit suivre les conventions bibliographiques. Il est recommandé d'utiliser les modèles {{Ouvrage}}, {{Chapitre}}, {{Article}}, {{Lien web}} et/ou {{Bibliographie}}. Le mode d'édition visuel peut mettre en forme automatiquement les références.
- Insérer une infobox (cadre d'informations à droite) n'est pas obligatoire pour parachever la mise en page.

Pour une aide détaillée, merci de consulter Aide:Wikification.
Si vous pensez que ces points ont été résolus, vous pouvez retirer ce bandeau et améliorer la mise en forme d'un autre article.
Pierre Denis André Meillassoux (né le 5 mai 1928 au Perreux-sur-Marne (Seine), mort le 20 novembre 2001 à Aubagne (Bouches-du-Rhône)) est un architecte français, élève de Fernand Pouillon. Dans les années 1960, il a conçu les HLM de la ville de Marseille lesquels sont quasiment tous devenus épicentre de Zones urbaines sensibles. De par l'envergure des problèmes qu'il pose, le gigantisme de ses cités de béton est vivement critiqué par les sociologues et les responsables de l'urbanisme, dont le haut fonctionnaire écologiste Serge Antoine (1927-2006).

## Jeunesse
Pierre Meillassoux est né en 1928 au Perreux-sur-Marne.
Formé aux Arts et Métiers, il obtient son diplôme en architecture en 1957, décroche un Grand Prix de Rome. Meillassoux devient le premier collaborateur de Fernand Pouillon (1912-1986), médiatique architecte d'après-guerre, auteur de la reconstruction du Vieux Port de Marseille à côté de René Egger (1915–2016). Il fera lui aussi carrière au service de la ville  des années 1960 aux années 1990 avec quelques realisations en Corse.
Pierre Meillassoux installe son cabinet d'architecte à Cassis, avenue Jean-Baptiste Colbert, jusqu'en 1988, année qui marque sa cessation d'activité.
Pierre Meillassoux décède le 20 novembre 2001 à Aubagne, à l'âge de 73 ans.

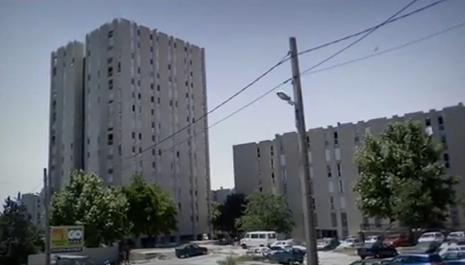
La Castellane à Marseille, la plus vaste des cités HLM dessinées par Pierre Meillassoux.

## Carrière
À partir des années 1950, Marseille connaît de grandes vagues migratoires successives, à commencer par le rapatriement des français d'Algérie. De 1954  à 1975, la population passe de 650 000 à plus de 900 000 habitants. À l'ombre de Gaston Deferre qui sédentarise cette affluence pour s'en faire un électorat loyal, Pierre Meillassoux conçoit les principaux gigantesques HLM de Marseille.
Le projet qui lui vaut la grande notoriété est celui de La Castellane,,:  1 249 logements répartis en une cité composée de dix immeubles et une tour, en ce compris école, garderie, parkings, commerces, centre social, lancé en 1966 terminé en 1974. Le concept de La Castellane a vu le jour lors du « Concours des 4 000 Logements de Marseille » organisé en 1958 par la Société Immobilière de la Caisse des dépôts. Le comité interprofessionnel du logement (CIL) pilote l'opération. Pierre Meillassoux élabora le plan de détail de La Castellane mais aussi Le Plan d'Aou (1971, avec A. Dunoyer, R. Dabat, 915 logements). Il s'adosse au maître architecte Xavier Arsène-Henry et, dans une certaine mesure, Oscar Niemeyer. Avec lui coopèrent Pierre Jameux, Pierre Mathoulin et le réputé Fernand Boukobza (1926-2012, concepteur du Parc Talabot et de l'unité résidentielle Le Brasilia, également à Marseille, proche de l'idée de Le Corbusier,1887-1965)
Par ailleurs, Pierre Meillassoux a conçu à Marseille :
- 1961, Le Parc des Amandiers, 12e arrondissement, 246 logements,
- 1965, Le Parc Verdillon, 10e arrondissement, 140 logements,
- 1966, La Résidence Clair Soleil, 11e arrondissement, 119 logements,
- 1969, La Résidence les Borels, 15e arrondissement , 154 logements,
- 1970, L'Emérigone, 13e arrondissement, 303 logements,
- 1971, La Résidence du Château Saint-Jacques, 11e arrondissement, 1 175 logements,
- 1972, La Résidence Beausite, 13e, 76 logements,
- 1973, La Résidence La Bricarde, 15e arrondissement  avec les architectes Pierre Mathoulin et Jean Rozan, chef de groupe, 866 logements,
- 1974, La Résidence Les Escourtines, 11e arrondissement, également avec Mathoulin,
- 1974, La Résidence Le Bosquet, 11e arrondissement, 239 logements,
- 1976, La Résidence Baille Marengo, 6e arrondissement, 102 logements[2].
- 1960, Les Jardins de l'Empereur, Ajaccio
- 1961, Rénovation du Vieux Port, Ajaccio
- 1962, Rénovation Ajaccio, Bastia, Sartène[7]

Avec Pierre Pascalinet, il est également le concepteur de structures d'accueil de tourisme de masse, notamment sur Port-Cros et Porquerolles ou encore Le Capitou de l'Esterel en 1967 (Promoteur Edima SA). Mais de par l'envergure des problèmes que posent ses cités de béton, il est de plus en plus vivement critiqué notamment par le haut fonctionnaire écologiste responsable de l'Urbanisme Serge Antoine (1927-2006).
Il part à la retraite en 1988 et décède en 2001.

## Liens
- Ressource relative aux beaux-arts :   - AGORHA